# Madden NFL 99
Madden NFL 99 (ibland förkortat Madden 99) är ett fotbollsdatorspel som släpptes för PlayStation, Nintendo 64 och Microsoft Windows. Det var det första multiplatform-Madden-spelet för att vara helt 3D (och den andra som följer N64-exklusiva Madden Football 64). Spelets kommentarer gjordes av John Madden och Pat Summerall. De amerikanska versionerna har John Madden själv på omslaget, medan de europeiska versionerna använde Garrison Hearst istället.

### Fotnoter
1. ↑  ”Madden NFL '99” (på amerikansk engelska). IGN. 26 augusti 1998. http://www.ign.com/articles/1998/08/27/madden-nfl-99-4. Läst 25 juli 2018.
2. ↑  ”Welcome to the NFL, John Review - GameRevolution” (på amerikansk engelska). GameRevolution. http://www.gamerevolution.com/review/32646-welcome-to-the-nfl-john-review. Läst 25 juli 2018.